# Vichentie Nicolaiciuc
Vichentie Nicolaiciuc (n. 16 noiembrie 1943, satul Măriței, comuna Dărmănești – d. 4 mai 2014, Iași) a fost un deputat român în legislatura 1996-2000, ales în județul Suceava pe listele partidului Minorități, în cadrul Uniunii Ucrainenilor din România.
Vichentie Nicolaiciuc a absolvit în anul 1977 cursurile Facultății de Filologie, secția română-rusă, din cadrul Universității "Al.I. Cuza" din Iași, lucrând apoi ca profesor de limbile română și rusă.
În legislatura 1996-2000, Vichentie Nicolaiciuc a fost ales deputat de Suceava în Parlamentul României, candidând pe listele Uniunii Ucrainenilor din România. În cadrul activității sale parlamentare, el a fost membru în Comisia Mixtă Interguvernamentală România - Ucraina, privind aplicarea articolului 13 din Tratatul de Bună Vecinătate și Cooperare dintre România și Ucraina (1998-1999); a fost membru în grupurile parlamentare de prietenie cu Azerbaidjan, Brazilia și Ucraina.